# Etta Cameron
Etta Cameron, született Ettamae Louvita Coakley (Nassau, 1939. november 21. – Aarhus, 2010. március 4.) bahamai-dán énekesnő. Elsősorban a dzsessz és gospel műfajokban énekelt, és nyomta rá bélyegét a dán zenei életre, mióta az 1970-es években Dániába érkezett. 1997-ben a Dannebrog-rend lovagjává ütötték.

## Pályafutása
Kelet-Németországból érkezett Dániába, miután öt évet kellett Kelet-Berlinben töltenie, amikor egy ottani előadás után elveszítette az útlevelét.
A Scenen er din című tehetségkutató műsor első két évadjának bírója volt.
Hosszú betegség után halt meg 2010. március 4-én.

## Magánélete
Két gyermeke van, Debbie és Steve. Debbie Cameron hozzá hasonlóan énekesnek készül.

## Fordítás
- Ez a szócikk részben vagy egészben az Etta Cameron című angol Wikipédia-szócikk ezen változatának fordításán alapul.  Az eredeti cikk szerkesztőit annak laptörténete sorolja fel. Ez a jelzés csupán a megfogalmazás eredetét és a szerzői jogokat jelzi, nem szolgál a cikkben szereplő információk forrásmegjelöléseként.